# Das Testament
Das Testament (El Testamento) es el álbum debutante del proyecto musical alemán, E Nomine, lanzado en 1999.
Una nueva versión remasterizada de este álbum fue luego sacada a la venta en el año 2002 duplicando la cantidad de temas del álbum original.  En Das Testament, se puede apreciar la voz del actor de doblaje alemán para Robert De Niro, Christian Brückner, hablando y recitando el Padrenuestro (Vater Unser). También se incluyen en este álbum temas interpretados por los actores de doblaje alemanes para Al Pacino, Jack Nicholson, Nicholas Cage y John Travolta.

## Lista de temas de "Das Testament"
1. Am Anfang war... Die Schoepfung (Y al principio fue... la creación)
2. Vater unser (Padre nuestro)
3. E Nomine (Pontius Pilatus)
4. Die 10 Gebote (Los 10 mandamientos)
5. Das Abendmahl (La comunión)
6. Die Sintflut  (El diluvio)
7. Himmel & Hoelle  (Cielo e infierno)
8. Der Fuerst der Finsternis  (El príncipe de las tinieblas)
9. Bibelworte des Allmaechtigen  (Citas bíblicas del Todopoderoso)
10. Die Posaunen von Jericho (Los trombones de Jericó)
11. Ave Maria
12. Psalm 23  (Salmo 23)
13. Hallelujah  (Aleluya)
14. Gott tanzte  (Baile de Dios)

En la versión digitalmente remasterizada de Das Testament, se incluye el tema "E Nomine (Denn sie wissen nicht was sie tun) ("E Nomine (Pues ellos no saben lo que hacen")" interpretado también por la voz que dobla en alemán a Robert De Niro y Christian Brückner.

## Lista de temas de Das Testament (Versión digitalmente remasterizada)
1. Am Anfang war... Die Schöpfung (Y al principio fue... la creación)
2. Vater Unser (Padre nuestro)
3. Das Geständnis (La confesión)
4. E Nomine (Denn sie wissen nicht was sie tun) (Pues ellos no saben lo que hacen)
5. Die Stimme des Hernn - Interlude (La voz del Señor)
6. Die zehn Gebote (Los diez mandamientos)
7. Der Verrat - Interlude (La traición)
8. Das Abendmahl (La comunión)
9. Vergeltung (Venganza)
10. Die Sintflut (El diluvio)
11. Die Entscheidung - Interlude (La decisión)
12. Himmel & Hölle (Cielo e infierno)
13. Garten Eden - Interlude (Jardín del Edén)
14. Der Fürst der Finsternis (El príncipe de las tinieblas)
15. Die Mahnung - Interlude (El recordatorio)
16. Bibelworte des Allmächtigen (Citas bíblicas del Todopoderoso)
17. Rückkehr aus ägypten - Interlude (Regreso de Egipto)
18. Die Posaunen von Jericho (Los trombones de Jericó)
19. Empfängnis - Interlude (Concepción)
20. Ave Maria
21. Der Herr ist mein Hirte - Interlude (El señor es mi pastor)
22. Psalm 23 (Salmo 23)
23. Die Vorsehung - Interlude (La providencia)
24. Der Befehl des König Herodes (El comando del rey Heródes)
25. Himmelfahrt (Ascensión)
26. Per L'Eternita (Para la eternidad)
27. Lord's Prayer (Versión inglesa del Padre Nuestro)

- Datos: Q2361487